# Cnemaspis occidentalis
Cnemaspis occidentalis là một loài thằn lằn trong họ Gekkonidae. Loài này được Angel mô tả khoa học đầu tiên năm 1943.